# Derolydnus
Derolydnus is een kevergeslacht uit de familie van de boktorren (Cerambycidae). De wetenschappelijke naam van het geslacht werd voor het eerst geldig gepubliceerd in 1989 door Hüdepohl.

## Soorten
Derolydnus is monotypisch en omvat slechts de volgende soort:
- Derolydnus bisulcatus (Aurivillius, 1914)